# Travancore-Cochin
Le Tranvancore-Cochin ou État uni de Tranvancore et Cochin est un ancien État de l'Inde. Il est créé le 1er juillet 1949 par la fusion des États princiers de Travancore et Cochin.
En 1956, le Tranvancore-Cochin fusionne avec des districts de l'État de Madras pour former le Kerala.